# Epigonok
Az epigonok a Hetek fiai. Ἐπίγονοι (epigonoi) azt jelenti, „utódok, sarjak”. A sikertelen vállalkozást felújítva, tíz évvel a Hetek után ismét megtámadták Thébait. Ez alkalommal az ostrom sikeres volt, míg a Hetek közül egy hős maradt életben (Adrasztosz), addig az epigonok hadjáratában egy esett el (Aigialeusz) és Thébait ezúttal elfoglalták. Az esemény nem sokkal a trójai háború előtt történt, az itt szereplők egy része feltűnik az Iliaszban is. A történet a thébai epikus ciklus négy részéből a harmadik.
Az első thébai háborúban Polüneikész próbálta megszerezni testvérétől, Eteoklésztől a város feletti hatalmat. A második thébai háborúban a Hetek fiai akartak bosszút állni és Polüneikész fiát, Therszandroszt Thébai trónjára emelni. A háborút Therszandrosz szervezte és egy jóslat alapján a sereg fővezérének Alkamiónt, Amphiaraosz argoszi király fiát szemelte ki, mivel a jóslat szerint Alkmaión vezetésével arathatnak csak győzelmet. Alkmaión épp úgy nem akart részt venni ebben, ahogy apja sem, de Therszandrosz megvesztegette anyját, Euriphülét, hogy beszélje rá. Végül ráállt testvérével együtt és később Alkamión győzte le a thébai királyt, Laodamaszt, Eteoklész fiát.
Aigialeusz gyakorlatilag az első áldozat volt, mivel Laodamasz már akkor megtámadta az epigonok seregét, amikor azok még csak a környező településeket prédálták. Mivel azonban Laodamasz is meghalt, a thébaiak behúzódtak a várba, majd a gyermekekkel és nőkkel együtt az éj leple alatt elmenekültek. A várost az ostromló sereg kifosztotta.
A hadjárat idején halt meg a leghíresebb jós, a thébai születésű, hét emberöltőnyi időt megért Teiresziasz. Leányát, Mantót viszont elhurcolták a városból, majd a Thébaiból rabolt kincsek egy részét vele küldték Apollón delphoi jósdájába, mivel ezt már a háború előtt felajánlották.
| Hetek               |   | epigonok      |
| ------------------- | - | ------------- |
| Adrasztosz          | → | Aigialeusz    |
| Amphiaraosz         | → | Alkmaión      |
| Amphiaraosz         | → | Amphilókhosz  |
| Kapaneusz           | → | Szthenelosz   |
| Mékiszteusz         | → | Eurülaosz     |
| Parthenopaiosz      | → | Promakhosz    |
| Polüneikész         | → | Therszandrosz |
| Tüdeusz             | → | Diomédész     |
| csak Pauszaniasznál |   |               |
| Hippomedoon         | → | Polüdórosz    |